# Control and Reporting Centre

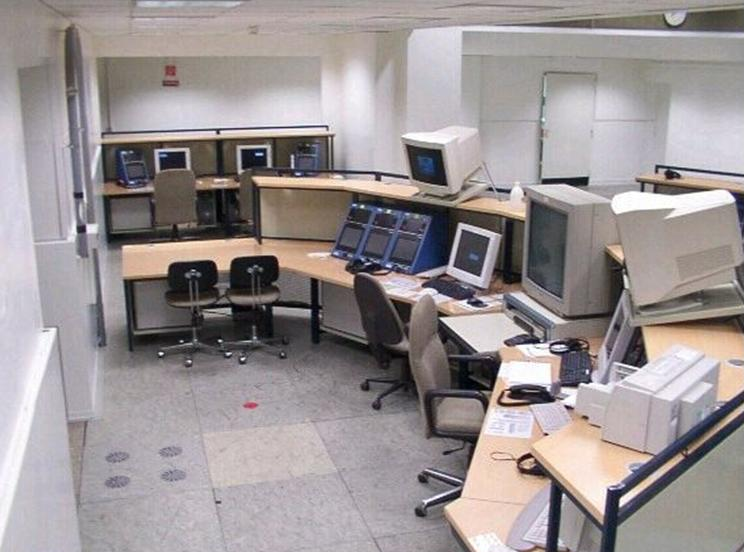
Ancien CRC de Brockzetel / Aurich de l'armée de l'air allemande, en 2010

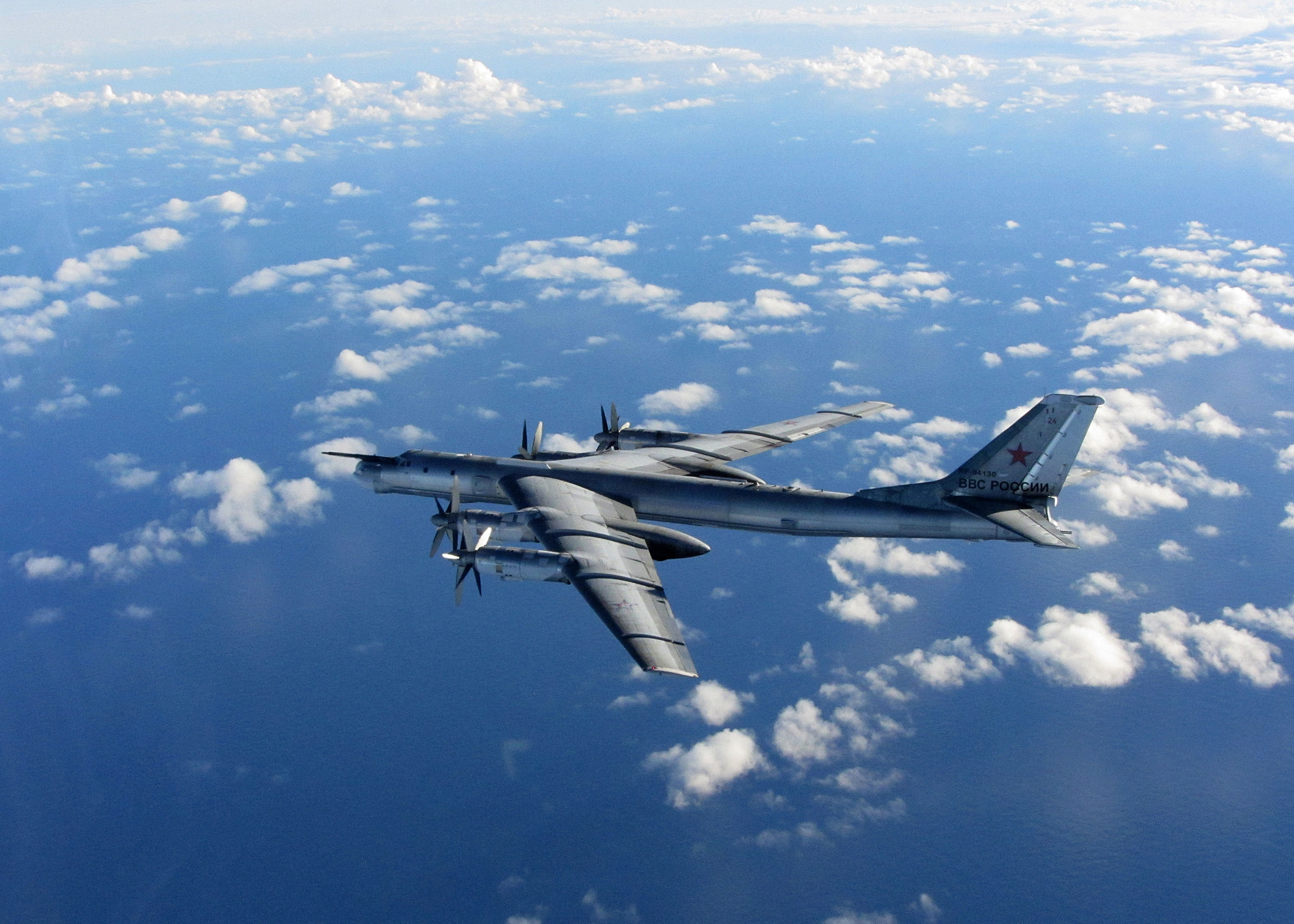
Un Bear russe 'H' photographié depuis un avion Typhoon de la QRA de la Royal Air Force contrôlé par le CRC Boulmer.

Control and Reporting Centre (CRC) (centre de détection et de contrôle) est défini en glossaire OTAN de termes et définitions comme étant: «élément subordonné au Centre de contrôle aérien tactique, et d'où les opérations de contrôle radar et d'alerte sont conduites à l'intérieur de sa zone de responsabilité.».
Les postes de contrôle et de rapport (CRP)/postes de rapport (PR), qui assurent le contrôle et la surveillance radar dans leurs zones de responsabilité définies, peuvent normalement être subordonnés.
L'OTAN exploite des systèmes de l'ACC dans des CRC statiques ou déployables afin d'assurer la surveillance de l'espace aérien, de contrôler les opérations de la Force aérienne et de respecter les engagements militaires pris par les pays et leurs alliés. En Europe, un CRC peut être subordonné à un centre d’opérations aériennes combinées (CAOC) et/ou à un centre national d’opérations aériennes équivalent.

## CRC OTAN en Europe
| Désignation | Désignation | Désignation | Lieu               | Lieu              | Lieu                        | Observations                                               |
| ----------- | ----------- | ----------- | ------------------ | ----------------- | --------------------------- | ---------------------------------------------------------- |
| CAOC UD     | CAOC UD     | CAOC UD     | Allemagne          | Uedem             | 51° 40′ 50″ N 6° 18′ 20″ E  | Responsable de l'espace aérien de l'OTAN au nord des Alpes |
| CAOC TJ     | CAOC TJ     | CAOC TJ     | Espagne            | Torrejon          | 40° 30′ 12″ N 3° 27′ 25″ W  | Responsable de l'espace aérien de l'OTAN au sud des Alpes  |
| DACCC PR    | DACCC PR    | DACCC PR    | Italie             | Poggio Renatico   | 44° 47′ 30″ N 11° 29′ 50″ E | Base de l'OTAN WW Centre aérien C2 déplorable              |
|             | CRC         | CRC         | Belgique           |                   | 50° 44′ 24″ N 5° 32′ 35″ E  | Centre national                                            |
|             | CRC         | CRC         | République tchèque | Hlavenec          | 50° 12′ 28″ N 14° 41′ 22″ E | Centre national                                            |
|             | CRC         | CRC         | Danemark           | Finderup          | 56° 25′ 50″ N 9° 14′ 50″ E  | Centre national                                            |
|             | CRC         | CRC         | France             | Cinq Mars la Pile | 47° 21′ 6″ N 0° 27′ 47″ E   | Centre national                                            |
|             | CRC         | CRC         | France             | Loperhet          | 48° 24′ 10″ N 4° 18′ 54″ W  | Centre national                                            |
|             | CRC         | CRC         | France             | Lyon Mt.Verdun    | 45° 51′ 10″ N 4° 47′ 01″ E  | Centre national                                            |
|             | CRC         | CRC         | France             | Mont de Marsan    | 43° 55′ 20″ N 0° 29′ 42″ W  | Centre national                                            |
|             | CRC         | CRC         | Allemagne          | Erndtebrück       | 50° 59′ 36″ N 8° 14′ 25″ E  | Centre national                                            |
|             | CRC         | CRC         | Allemagne          | Schönewalde       | 51° 48′ 38″ N 13° 11′ 26″ E | Centre national                                            |
|             | CRC         | CRC         | Grèce              | Larissa           | 39° 37′ 47″ N 22° 24′ 18″ E | Centre national                                            |
|             | CRC         | CRC         | Italie             | Licola            | 40° 53′ 31″ N 14° 22′ 27″ E | Centre national                                            |
|             | ARS         | ARS         | Italie             | Poggio Renatico   | 44° 47′ 30″ N 11° 29′ 50″ E | Centre national                                            |
|             | CRC         | CRC         | Pays-Bas           | Nieuw Milligen    | 52° 13′ 22″ N 5° 45′ 01″ E  | Centre national                                            |
|             | CRC         | CRC         | Norvège            | Sørreisa          | 69° 3′ 36″ N 17° 59′ 57″ E  | Centre national                                            |
|             | CRC         | CRC         | Portugal           | Monsanto          | 38° 43′ 46″ N 9° 11′ 24″ W  | Centre national                                            |
|             | CRC         | CRC         | Turquie            | Eskesehir         | 39° 24′ 51″ N 29° 51′ 27″ E | Centre national                                            |
|             | CRC         | CRC         | Royaume-Uni        | Boulmer           | 55° 24′ 28″ N 1° 37′ 17″ W  | Centre national                                            |